# Kulfi

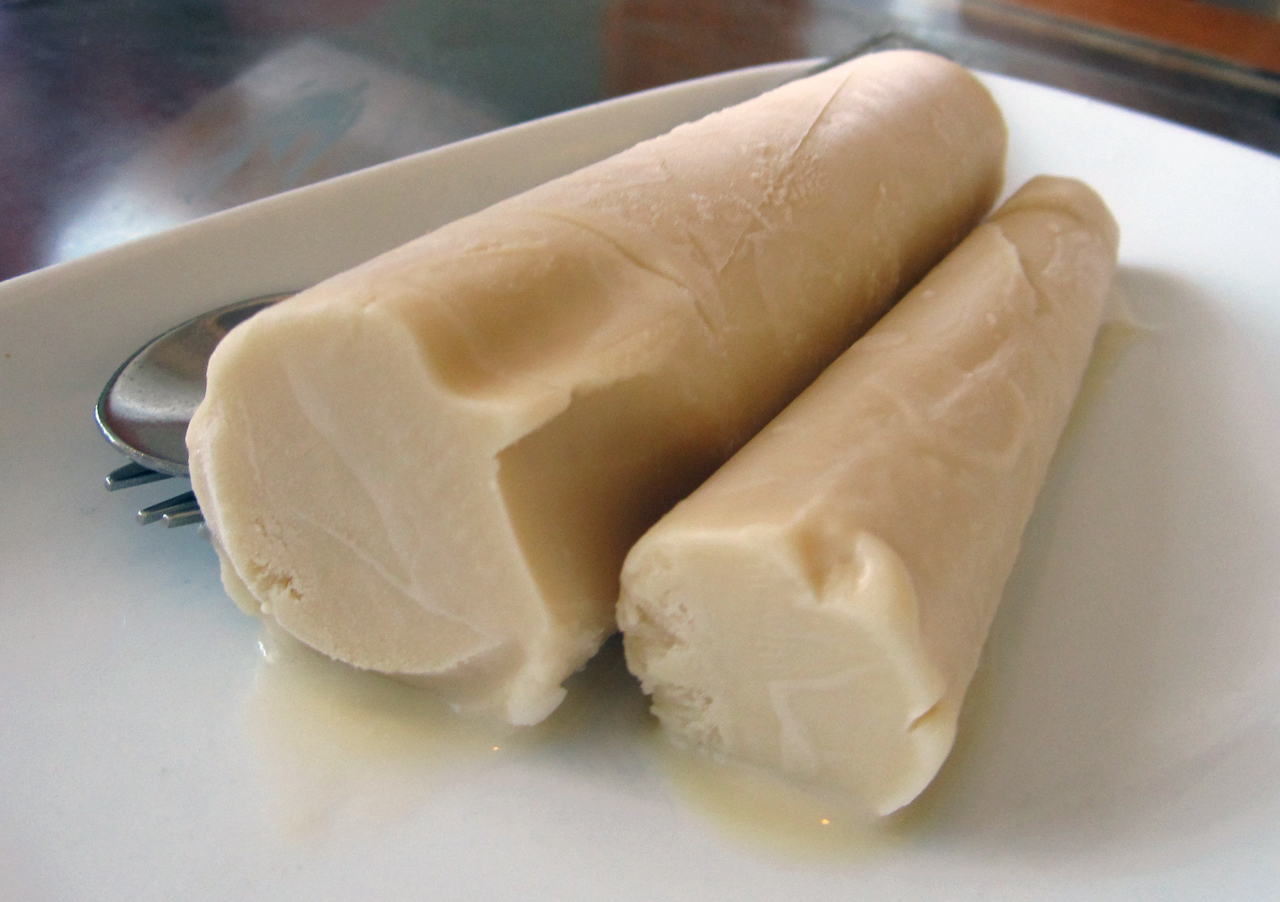
Burmese kulfi

Kulfi ist eine indische Eisspeise aus gesüßtem Khoa, die traditionell in kegelförmigen Formen oder am Stiel gefroren werden. Im Gegensatz zu Speiseeis wird die Mischung nicht gerührt, und die Konsistenz ist fester. Typische Geschmacksrichtungen sind Mango, Pistazie, Orange, Rose und Safran. Es wird oft mit Falooda aus dünnen, mit Rosenwasser aromatisierten Reisnudeln serviert.
Kulfi ist eines der wenigen Lebensmittel aus Milchprodukten in der indischen Küche, eigentlich Kondensmilch aus der Dose, obwohl auf dem indischen Subkontinent die Kunst der Milchreduzierung hoch entwickelt ist. Der Lebensmittelhistoriker K. T. Achaya (1923–2002) nimmt Bezug auf Kulfi, als er ein Dokument aus dem 16. Jahrhundert über die Zubereitung von Speiseeis (mit Pistazien und Safran) in der königlichen Küche von Großmogul Akbar zitiert, da er vermutet, dass die Moguln dieses gefrorene Dessert in Indien eingeführt haben, möglicherweise aus Kabul in Afghanistan. Nach Achaya kommt der Name von der gleichnamigen, konischen Metallform, in welcher es hergestellt wird.